# Västra gärdet
Västra gärdet är ett område beläget sydväst om Falkenbergs centrum. Där finns en grundskola, Schubergstorpsskolan. Det är till stor del ett villaområde men har också flerfamiljshus samt ett flertal industrier.

## Historia
Västra gärdet var ursprungligen en av stadens utägor. Redan innan området stadsplanerades, vilket skedde på 1930-talet, hade det viss bebyggelse. Därefter kom det att bli allt mer bebyggt, med början i norr. Den skola som sedan mitten av 1950-talet bär namnet Schubergstorpsskolan invigdes 1926. Dess trapphus pryds av frescomålningar utförda av Hallandskonstnären Arvid Carlson. Efter renovering återinvigdes skolan 1994.